# Cap-Vert aux Jeux olympiques d'été de 1996
Le Cap-Vert participent aux Jeux olympiques d'été de 1996 à Atlanta aux États-Unis du 19 juillet au 4 août 1996. Il s'agit de sa 1re participation à des Jeux olympiques d'été. Le comité national olympique, fondé en 1989, a été reconnu par le CIO en 1993
La délégation cap-verdienne comporte 4 athlètes (3 hommes et 1 femmes) dans un seul sport (athlétisme). Lors de la cérémonie d'ouverture, le porte-drapeau est Manuel Jesús Rodrígues, un officiel de la délégation.
Aucun de ces 4 athlètes n'a remporté une médaille.

## Athlétisme
L'athlétisme est la seule discipline pratiquée par la délégation capverdienne.
Courses
| Athlète              | Épreuve          | Séries   | Séries | Quarts de finale | Quarts de finale | Demi-finales | Demi-finales | Finale   | Finale |
| Athlète              | Épreuve          | Résultat | Rang   | Résultat         | Rang             | Résultat     | Rang         | Résultat | Rang   |
| Hommes               | Hommes           | Hommes   | Hommes | Hommes           | Hommes           | Hommes       | Hommes       | Hommes   | Hommes |
| -------------------- | ---------------- | -------- | ------ | ---------------- | ---------------- | ------------ | ------------ | -------- | ------ |
| Alfayaya Embalo      | 100 mètres       | DNS      | DNS    | -                | -                | -            | -            | -        | -      |
| Henry Andrade        | 110 mètres haies | DNF      | DNF    | -                | -                | -            | -            | -        | -      |
| António Zeferino     | Marathon         | NC       | NC     | NC               | NC               | NC           | NC           | 2:34:13  | 94e    |
| Femmes               |                  |          |        |                  |                  |              |              |          |        |
| Isménia do Frederico | 100 mètres       | 13.03    | 52e    | -                | -                | -            | -            | -        | -      |